# De camarilla
De camarilla is het twaalfde stripalbum uit de reeks Lefranc, bedacht en geschreven door Jacques Martin en getekend door Gilles Chaillet. De decors zijn van de hand van Thierry Lebreton. De inkleuring is gedaan door Chantal Defachelle.
De eerste publicatie was ook meteen het eerste album. Het album werd in januari 1997 uitgegeven door uitgeverij Casterman als softcover met nummer 12 in de serie Lefranc. 
Deze uitgave kent verschillende herdrukken, in ieder geval in 1997, 2002, 2005 en 2007.

## Het verhaal
Journalist Guy Lefranc bevindt zich op het circuit van Monza. Op afstand wordt de motor van de auto van zijn vriend Yon Clare onklaar gemaakt waardoor deze kans op het wereldkampioenschap vaarwel kan zeggen. Hij nodigt Lefranc bij hem uit in Bellagio aan het Comomeer en leent hem zijn morgan. Clare wordt op zijn beurt uitgenodigd door de magnaat Barello in zijn villa aan het Comomeer. 
Clare vertelt Lefranc over de corrupte racewereld. Er bestaat een organisatie van magnaten die de racewereld manipuleert; deze heet de camarilla.
Aan het Comomeer ontmoeten zij allerlei mensen waaronder de jonge fan Stefano, aan wie Clare zijn helm leent, 
en kunstexpert Eli Burgi, die later niemand anders blijkt te zijn dan Axel Borg. Borg blijkt zich met racewagens bezig te houden. Hij vervoert een bugatti in opdracht van Barello die voor Clare bedoeld is.
Aangezien Clare naar Argentinië gaat vertrekken, neemt Stefano een roeiboot om het meer over te steken en de geleende helm terug te brengen, ondanks het feit dat er storm op komst is. De roeiboot wordt in de ochtend omgeslagen gevonden. De hulpdiensten zijn uitgebreid aan het zoeken op die locatie, als Clare in zijn bugatti wordt geramd met de bedoeling hem te verwonden in opdracht van Borg. De bugatti raakt echter te water door zijn hoge snelheid en Clare overleeft het niet. Ook het lijk van Stefano wordt daar gevonden.
Barello is furieus en weigert Borg te betalen. Borg verzoekt Lefranc om een schuilplaats in ruil voor informatie over de camarilla. Voor Borg verdwijnt, neemt hij nog wraak op Barello en schiet vanuit een legerhelikopter diens villa in brand waarbij de magnaat om het leven komt. Lefranc reist met de morgan naar huis, nadat hij de documenten over de camarilla veilig op de post heeft gedaan.